# Панахаїкі
Панахаїкі (грец. Παναχαϊκή Γυμναστική Ένωση — Всеахейський спортивний союз) — грецький футбольний клуб з міста Патри. Заснований 1891 року. Домашній стадіон — «Костас Давурліс». Основні клубні кольори — червоний та чорний.

## Відомі гравці
- Теміс Рігас
- Костас Давурліс
- Васіліс Стравоподіс
- Дімітірс Спентзопулос
- Петрос Левантакос
- Андреас Міхалопулос
- Маноліс Паппас
- Христос Апостолідіс
- Грігоріс Георгатос
- Костас Кацураніс
- Такіс Ікономопулос
- Паріс Георгакопулос

Інші країни
- Раймонд Калла
- Джоель Епалле